# Hermann Steitz
Hermann Steitz (* 25. Oktober 1904 in Mölschbacherhof, Zweibrücken; † 3. Juli 1982) war ein deutscher Bauernfunktionär und Politiker (CDU).

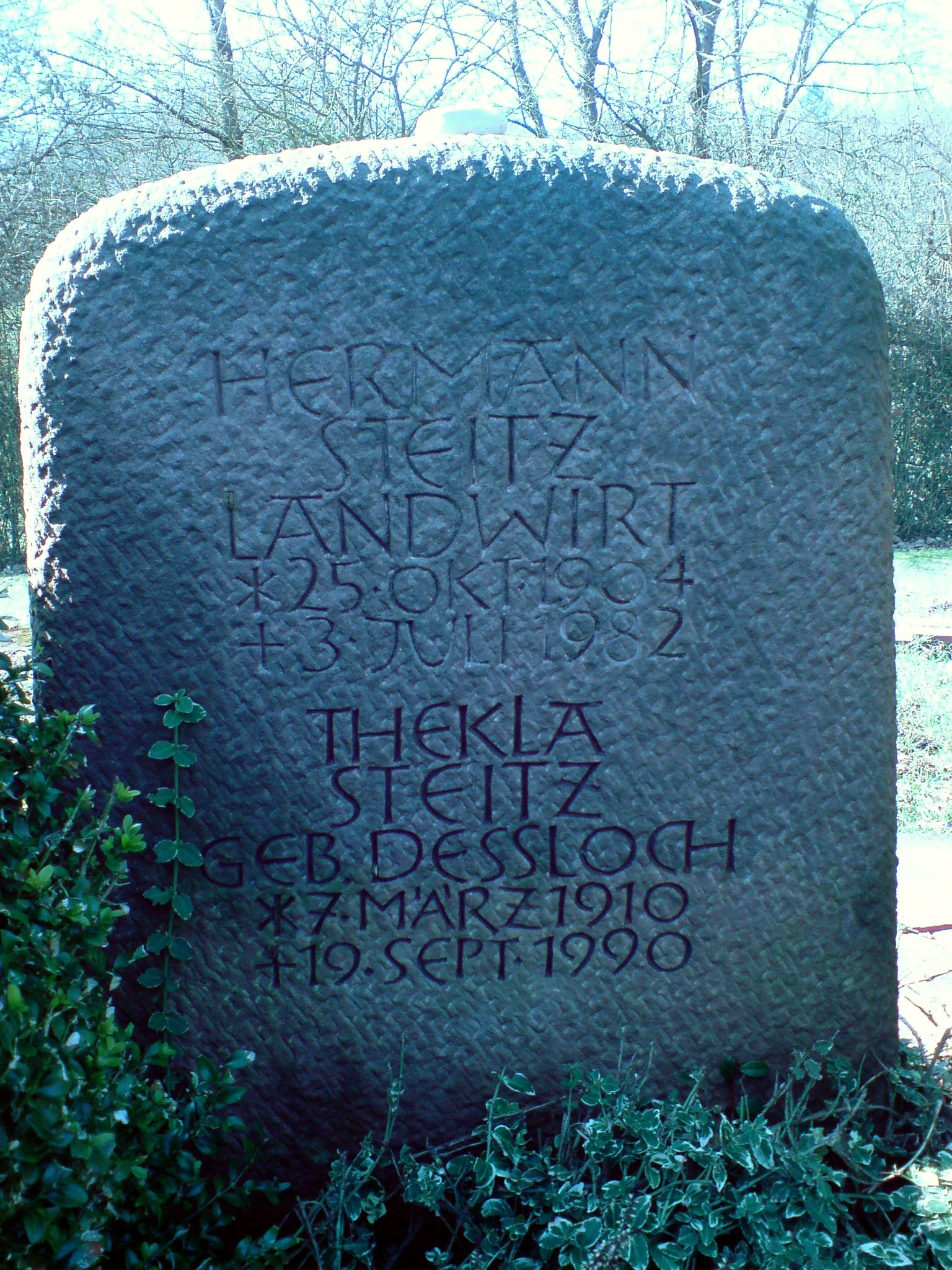
Grabmal von Hermann und Thekla Steitz auf dem Websweiler Friedhof

Steitz war Präsident der Landwirtschaftskammer für das Saarland und von 1956 bis 1974 Präsident des Bauernverbandes Saar. Er war Besitzer des Feilbacherhofes in Websweiler, den er zusammen mit seiner Frau Thekla, geborene Dessloch, bewirtschaftete. Seine Schwiegertochter ist die ehemalige Landtagsabgeordnete Christel Steitz.

## Politische Karriere
Steitz trat am 1. April 1932 der NSDAP bei (Mitgliedsnummer 1.120.258). Bereits im gleichen Jahr wurde er auch Mitglied der SS. 1935 folgte der Eintritt in die NSV. 1957 trat er der CDU bei. Zur Landtagswahl im Saarland 1960 wurde er über die Landesliste (Platz 2) gewählt. Der Landtag konstituierte sich im Januar 1961. Auch in der 5. Wahlperiode (1965–1970) saß Steitz für die CDU im Landtag des Saarlandes. In der Bundesversammlung 1964 nahm er für die CDU/CSU-Fraktion an der Wiederwahl Heinrich Lübkes zum Bundespräsidenten teil.

## Ehrungen
Steitz erhielt 1971 das Bundesverdienstkreuz 1. Klasse und 1976 den Saarländischen Verdienstorden.

## Belege
1. 1 2  Steitz, Hermann. In: Martin Schumacher (Hrsg.): M.d.B. – Die Volksvertretung 1946–1972. – [Saalfeld bis Szyszka] (= KGParl Online-Publikationen). Kommission für Geschichte des Parlamentarismus und der politischen Parteien e. V., Berlin 2006, ISBN 3-7700-5224-2, S. 1224, urn:nbn:de:101:1-2014070812574 (kgparl.de [PDF; 798 kB; abgerufen am 3. Februar 2025]).
2. 1 2  Bekanntmachung von Verleihungen des Saarländischen Verdienstordens. In: Chef der Staatskanzlei (Hrsg.): Amtsblatt des Saarlandes. Nr. 27. Saarbrücker Zeitung Verlag und Druckerei GmbH, Saarbrücken 30. Juni 1976, S. 518 (uni-saarland.de [PDF; 246 kB; abgerufen am 27. Mai 2017]).
3. ↑  Bauernverband Saar: Die Geschichte des Bauernverbandes. In: bv-saar.de. Abgerufen am 20. Januar 2016.
4. ↑  Helmut Steitz: 100 Jahre Websweiler. Homburg 1995
5. ↑  Hans-Peter Klausch: Liste 1: Alphabetische Aufstellung der saarländischen Landtagsabgeordneten mit einer nachgewiesenen NSDAP-Mitgliedschaft. (PDF; 2,15 MB) In: Braune Spuren im Saar-Landtag. Die NS-Vergangenheit saarländischer Abgeordneter. Die Linke. Fraktion im Landtag des Saarlandes, Saarbrücken 2013, S. 19, abgerufen am 25. Januar 2016.
6. ↑  Badisches Landwirtschaftliches Wochenblatt, 139. Jahrgang 1971, 1. Halbjahr (Heft 1–26).

| Personendaten    | Personendaten                                       |
| ---------------- | --------------------------------------------------- |
| NAME             | Steitz, Hermann                                     |
| KURZBESCHREIBUNG | deutscher Bauernfunktionär und Politiker (CDU), MdL |
| GEBURTSDATUM     | 25. Oktober 1904                                    |
| GEBURTSORT       | Mölschbacherhof, Zweibrücken                        |
| STERBEDATUM      | 3. Juli 1982                                        |